# Окуньово
Окуньо́во (рос. Окунёво) — село у складі Бердюзького району Тюменської області, Росія.
Населення — 739 осіб (2010, 807 у 2002).
Національний склад станом на 2002 рік:
- росіяни — 98 %